# Procaedicia regia
Procaedicia regia är en insektsart som först beskrevs av Bolívar, I. 1902.  Procaedicia regia ingår i släktet Procaedicia och familjen vårtbitare. Inga underarter finns listade i Catalogue of Life.